# L'Amour complexe
Pour plus de détails, voir Fiche technique et Distribution.
L'Amour complexe (Resort to Love) est un film américain réalisé par Steven K. Tsuchida, sorti en 2021.

## Synopsis
Erica, une chanteuse, accepte un contrat dans une luxueuse station balnéaire sans savoir que son ex-fiancé va bientôt s'y marier.

## Fiche technique
- Titre : L'Amour complexe
- Titre original : Resort to Love
- Réalisation : Steven K. Tsuchida
- Scénario : Tabi McCartney et Dana Schmalenberg
- Musique : Laura Karpman
- Photographie : Greg Gardiner
- Montage : Emma E. Hickox
- Production : Alicia Keys, Maggie Malina et Jeremy Kipp Walker
- Société de production : AK Worldwide, Identical Pictures, Story Ink et The Malina Yarn Company
- Pays :  États-Unis
- Lieu de tournage : Ile Maurice.
- Genre : Comédie romantique
- Durée : 101 minutes
- Dates de sortie : 
  - Netflix : 29 juillet 2021

## Distribution
- Christina Milian (VF : Aurélie Konaté) : Erica Wilson
- Jay Pharoah (VF : Jean-Baptiste Anoumon) : Jason King
- Sinqua Walls (VF : Diouc Koma) : Caleb King
- Tymberlee Hill (VF : Corinne Wellong) : Amber
- Christiani Pitts (VF : Déborah Claude) : Beverly Strattford
- Karen Obilom : Janelle Strattford
- Alexander Hodge (VF : Antoine Schoumsky) : Christian
- Kayne Lee Harrison (VF : Vincent Touré) : Cre
- Christophe St-Lambert : Travis
- Jeryl Prescott (VF : Virginie Emane) : Naomi King
- Pope Jerrod : Francis King
- TJ Power (VF : Julien Sibre) : Barrington

Source et légende : Version française (V. F.) sur RS Doublage

## Accueil
Le film a reçu un accueil mitigé de la critique. Il obtient un score moyen de 46 % sur Metacritic.